# Beesat
Beesat (auch Tubsat 8) war ein Picosatellitenprojekt an der Technischen Universität Berlin. Beesat erfüllt den Cubesat-Standard und hat somit äußere Abmessungen von 10 × 10 × 10 cm und eine Gesamtmasse von weniger als 1 kg. Hauptziel des Projektes war die Weltraumverifizierung neu entwickelter, miniaturisierter Reaktionsräder und weiterer Technologien für Picosatelliten. So sollten Anwendungsfelder eröffnet und die speziellen Vorteile stark miniaturisierter Satelliten weiter nutzbar gemacht werden. Bei Beesat-1 handelte sich um den ersten CubeSat, der an der TU Berlin entwickelt wurde. Es folgte eine Serie weiterer Cubesats, beginnend mit Beesat-2 (Tubsat 9) und Beesat-3 (Tubsat 10); gefolgt von Beesat-4 (Tubsat 11) und Beesat-9 (Tubsat 17).

## Mission

### Missionsziele
Vordergründiges Ziel von BeeSat war es, Technologien, die schon lange für größere Satelliten verfügbar sind, auch für Picosatelliten zu entwickeln und zu erproben. Eine Reihe von Missionsszenarien setzten eine funktionierende Lageregelung voraus, weshalb Beesat eine Reihe von miniaturisierten Komponenten in diesem Feld erproben sollte.
Unter anderem flog Beesat mit neu entwickelten, stark miniaturisierten Reaktionsrädern, Sonnensensoren auf Basis von Position Sensitive Devices und Magnetspulen in PCB-Ausführung. Zusätzlich sollten eine Reihe weiterer Picosatellitentechnologien wie ein neuer Bordcomputer (zwei redundante ARM-7 basierte Mikrocontroller, 60 MHz) und eine aufwändige Energieplatine getestet werden.

### Missionsvorbereitungen
Projektstart für Beesat war der April 2005. Der erste Test des Kommunikationssystems erfolgte im September 2007 durch einen Ballonflug welchen ein speziell für diesen Zweck gebautes Radio Link Test Model (RTM) auf eine maximale Flughöhe von 34,8 Kilometern beförderte. Der eigentliche Start des Satelliten war für 2008 geplant.

### Start
Beesat wurde am 23. September 2009 mit einer indischen PSLV-Rakete in eine sonnensynchrone Umlaufbahn gebracht. Nach der Launch and Early Orbit Phase, in der, wie bei Universitätsatelliten üblich, eine Reihe von Bodenstationen aufgefordert sind, den Satelliten zu verfolgen und Kontakte zu melden, sollte Beesat seine Experimente durchführen und unter anderem als Digipeater Dienste für Funkamateure bereitstellen.

### Missionsverlauf
2011 begann Beesat-1 erstmals, ungültige Telemetriedaten zu senden. Nach kurzer Zeit wechselten die Betreiber zum zweiten Bordcomputer, wonach das entsprechende Kommunikationsmodul wieder Daten funkte. 2013 trat das Problem aber auch auf dem zweiten Rechner auf. Der Betrieb wurde daraufhin weitgehend eingestellt. Sie überprüften nur noch alle paar Jahre, ob der Satellit auf Befehle reagiert. 2024 gelang es dem Studenten PistonMiner von der Erde aus Software-Fehler zu identifizieren, diese zu beheben, den Satelliten wieder in Betrieb zu nehmen und erstmals Fotoaufnahmen des Satelliten zu erstellen.

## Technische Daten

### Energieversorgungssystem
Die elektrische Energie zum Betrieb des Satelliten wurde mittels GaAs triple junction Solarzellen erzeugt. Am Ende der geplanten Lebensdauer sollte die minimale, aus dem Sonnenlicht erzeugte Leistung noch ca. 1,36 W betragen, während die durchschnittliche Leistungsaufnahme auf 0,5 W festgesetzt wurde. Es wurden 38 Housekeepingdaten von der Energieplatine erfasst, um den Zustand des Satelliten zu dokumentieren und bei eventuellen Abweichungen von der Norm eingreifen zu können.

### Lageregelungssystem
Zur Lageregelung wurde auf jeder Seite des Satelliten ein Sonnensensor auf Basis eines Position Sensitive Device angebracht, die dazu dienten, die relative Ausrichtung zur Sonne zu bestimmen. Zwei dreiachsige Magnetfeldsensoren sollten das Erdmagnetfeld messen. Aus Sonnen- und Magnetfeldmessung sollten dann mittels verschiedener Modelle (Bahn-, Sonnen- und Erdmagnetfeldmodell) die Orientierung des Satelliten im Raum bestimmt werden. Zusätzlich dazu dienten noch drei rechtwinklig angeordnete Gyros als Referenzinstrumente. Mittels Reaktionsrädern sollte dann auf die vorher bestimmte Lage Einfluss genommen und der Satellit auf sein Ziel ausgerichtet werden können. Zum Entsättigen der Reaktionsräder wurden sechs Magnetspulen eingesetzt.

### Bordcomputer
Die Berechnungen der Bordsoftware (hauptsächlich des Lageregelungssystems) erfolgt durch zwei redundanten ARM7TDMI-S-Mikrocontrollern vom Typ NXP LPC2292 mit einer Taktung von 60 MHz. Es gab einen 16 MByte großen Programmspeicher, der dafür ausgelegt war, auch nach dem Start Software per Telekommando zu laden. Der Bordcomputer sollte 48 analoge Daten zum Zustand des Satelliten erfassen und diese im 4 MByte großen Telemetriespeicher ablegen.

### Kommunikationssystem
Der Satellit sollte mit dem Rufzeichen DP0BEE im 70-Zentimeter-Band um 436 MHz senden. Es war eine Sendeleistung von 0,5 W bei einer zwischen 9600 und 4800 bit/s umschaltbaren Downlinkrate vorgesehen. Der Uplink sollte im Halbduplexbetrieb mit 4800 bit/s erfolgen. Zusätzlich sollten für Funkamateure Funkbaken und Digipeater bereitgestellt werden.

### Kamera
Mit der Bordkamera sollten Bilder von der Erdoberfläche gemacht und dann an die Bodenstation zur Auswertung gesendet werden. Sie sollte außerdem als zusätzliches Mittel zur Verifizierung der Lageregelung dienen. Es wurde ein Sensor mit 640 × 480 Pixeln eingesetzt, vor dem ein Bayer Mosaik Filter sitzt. Die Farbtiefe betrug 8 Bit pro Komponente, und die Bilder sollten mit einstellbarem Kompressionsgrad JPEG-komprimiert werden. Die Kamera lieferte bis 2024 keine Bilder. Erst durch die Behebung von Software-Fehlern 2014 konnte diese danach erstmals Bilder senden.